# Carimate
Carimate ist eine norditalienische Gemeinde (comune) in der Provinz Como in der Lombardei.

## Lage und Einwohner
Die Gemeinde liegt etwa 17 Kilometer südsüdöstlich von Como am Seveso und grenzt unmittelbar an die Provinz Monza und Brianza. Die 4407 Einwohner (Stand 31. Dezember 2023) zählende Gemeinde liegt im südlichen Teil der Provinz, im hügeligen Gebiet nördlich der Brianza.
Die Nachbargemeinden sind Cantù, Cermenate, Figino Serenza, Lentate sul Seveso (MB) und Novedrate.

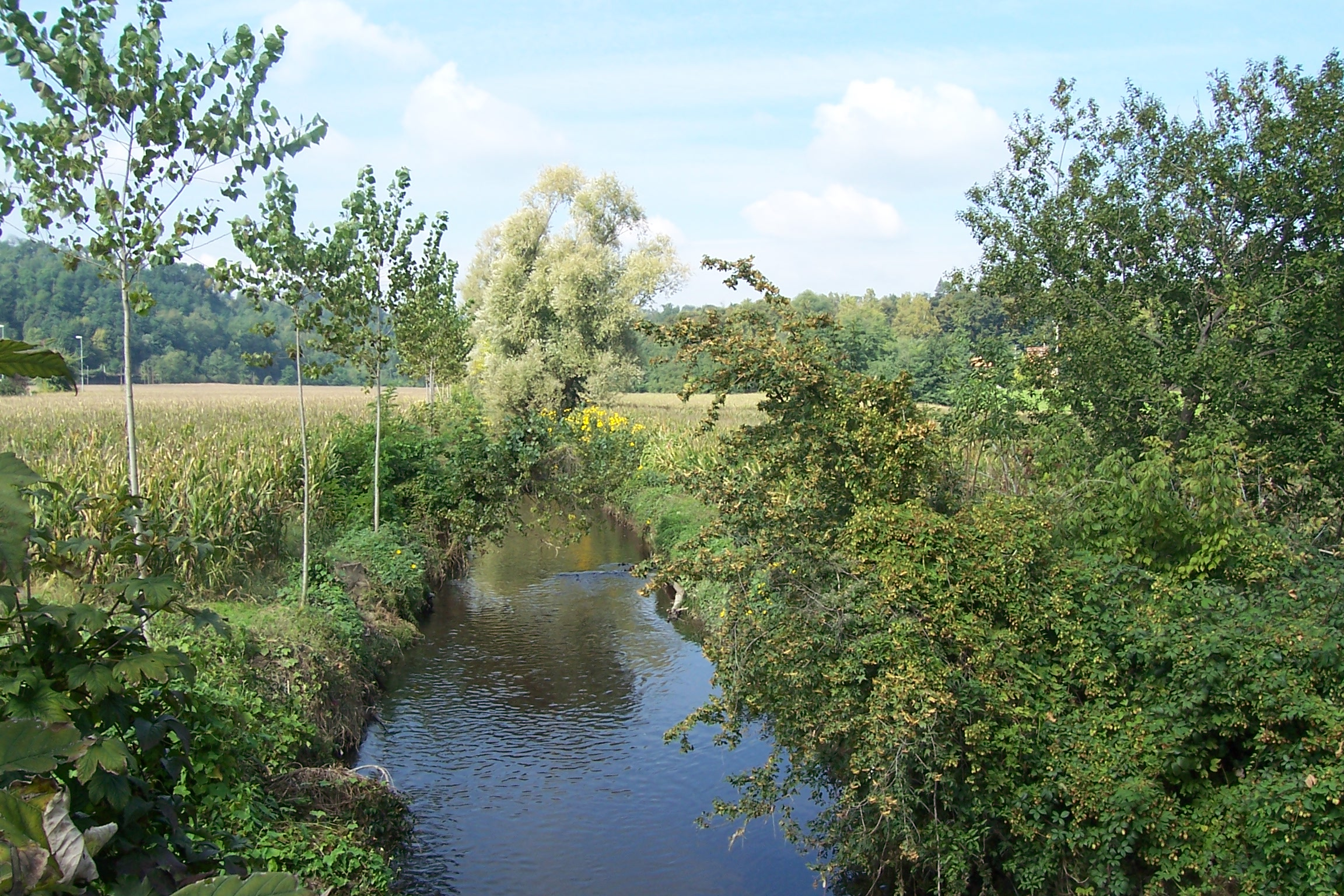
Seveso Fluss

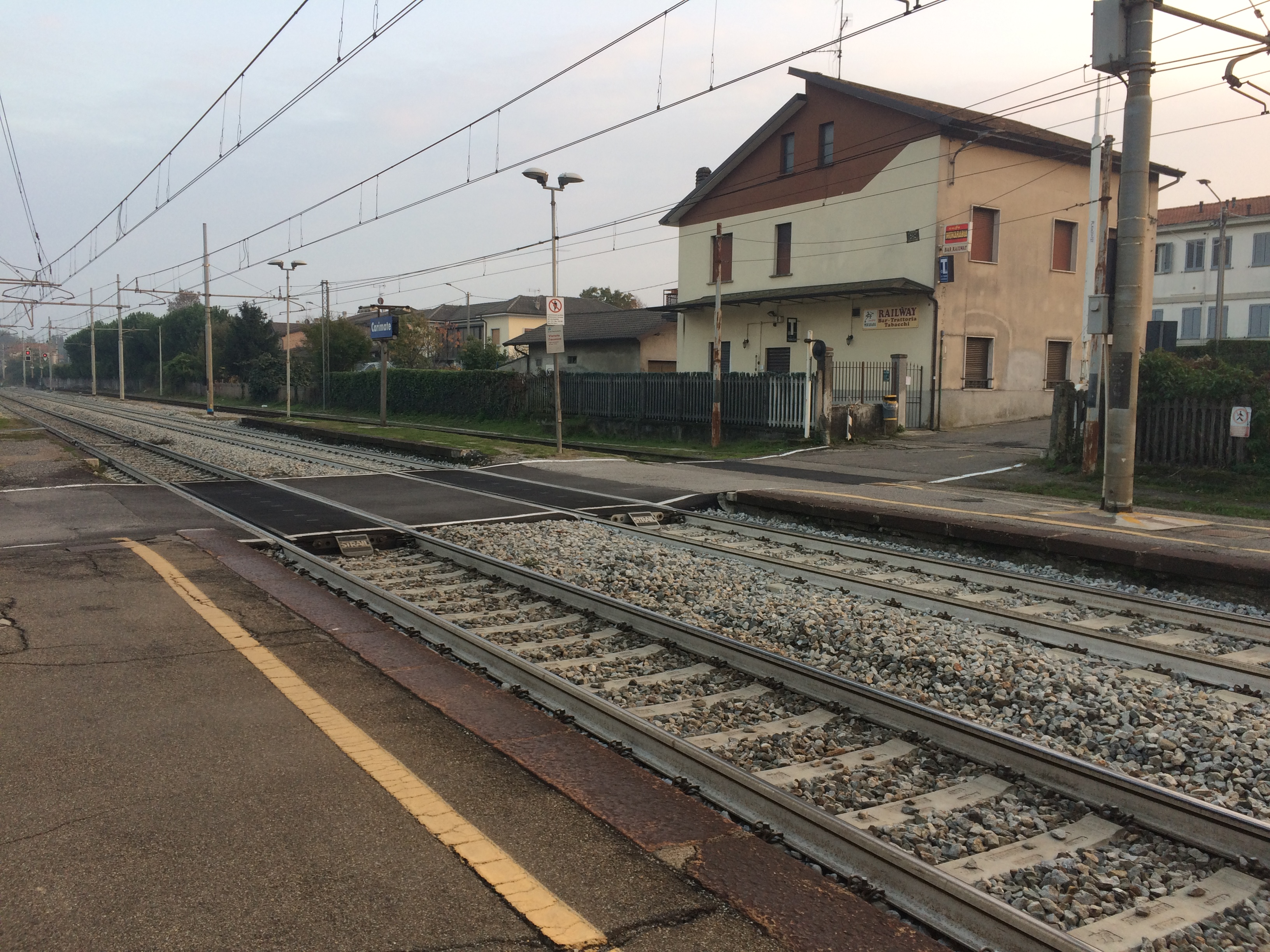
Bahnhof

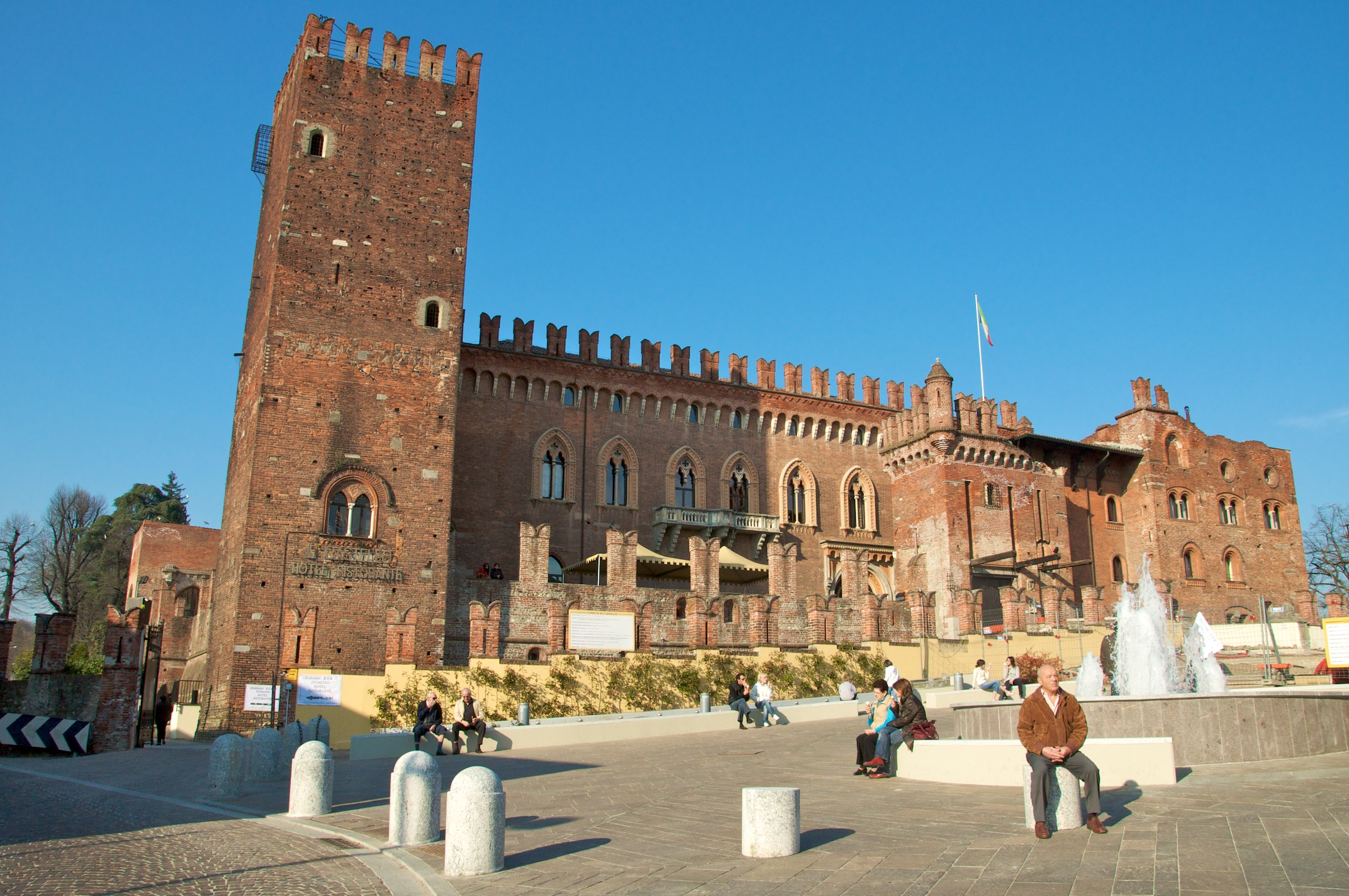
Das Kastell von Carimate

## Geschichte
Carimate wird erstmals 859 urkundlich erwähnt.

## Verkehr
Carimate liegt mit seinem Bahnhof an der Bahnstrecke Chiasso–Milano.

## Sehenswürdigkeiten
- Pfarrkirche Santa Maria Assunta[2]
- Kirche San Giorgio[3]
- Wallfahrtskirche Madonna dell’Albero[4]
- Schloss Carimate[5]

## Persönlichkeiten

### Berühmte Einwohner
- Lothar Matthäus (* 1961), Fußballspieler, während seiner Zeit bei Inter Mailand (1988 bis 1992)
- Andreas Brehme (1960–2024), Fußballspieler, während seiner Zeit bei Inter Mailand (1988 bis 1992)